# Національний оркестр Бельгії
50°50′41″ пн. ш. 4°21′33″ сх. д. / 50.84486° пн. ш. 4.35929° сх. д.
Національний оркестр Бельгії (фр. Orchestre national de Belgique; нід. Nationaal Orkest van België) - бельгійський симфонічний оркестр, що базується в Брюсселі.
Засновано в 1937 р. на основі Брюссельського симфонічного оркестру під керівництвом Дезіре Дефо, який став і першим керівником нового колективу.  1959 р. розпорядженням короля Бельгії була виділена державна субсидія на утримання трьох симфонічних оркестрів: Національного оркестру Бельгії, Оркестру Національного інституту радіомовлення і  Льєзького оркестру. Підйом оркестру значною мірою пов'язаний з роботою найбільшого бельгійського диригента Андре Клюітанса на початку 1960-х років. Щорічно оркестр дає близько 70 концертів у країні та за кордоном, а також постійно акомпанує солістам у фіналі Конкурсу імені королеви Єлизавети.

## Музичні керівники
- Андре Клюітанс (1958-1967)
- Міхаель Гілен (1969-1971)
- Андре Вандерноот (1974-1975)
- Жорж Октор (1975-1983)
- Менді Родан (1983-1989)
- Рональд Цольман (1989-1993)
- Юрій Симонов (1994-2002)
- Мікко Франк (2002-2007)
- Вальтер Веллер (з 2007 р.)